# 迈克尔·帕克南·埃奇沃斯
迈克尔·帕克南·埃奇沃斯（Michael Pakenham Edgeworth，1812年—1881年）为爱尔兰植物学家。